# Nad Kašavou
Nad Kašavou je přírodní památka, vyhlášená 27. července 2015 Krajským úřadem Zlínského kraje. Leží sto metrů jižně od Kašavy, do jejíhož katastrálního území spadá. Zabírá plochu 4,6053 ha, její nadmořská výška je 365–420 metrů.
Území maloplošného zvláště chráněného území je z velké části (4,2613 ha) součástí evropsky významné lokality Nad Kašavou. Ta byla vyhlášena dne 3. listopadu 2009 na území 27,4914 ha.